# Rudolf Josef z Thun-Hohensteinu
Rudolf Josef z Thun-Hohensteinu, počeštěně z Thun-Hohenštejna (německy Rudolph Joseph von Thun und Hohenstein, 20. srpna 1652, Vigo di Fassa – 20. května 1702, Štýrský Hradec) byl česko-rakouský šlechtic z rodu Thun-Hohenštejnů. V letech 1670-1702 zastával úřad biskupa sekavského.

## Život
Narodil se jako syn Jan Zikmunda z české linie rodu Thun-Hohenštejnů a jeho třetí manželky Markéty Anny rozené hraběnky z Oettingenu. Byl vybrán pro dráhu duchovního, stal se kanovníkem v Salcburku a Pasově. V roce 1687 jeho bratr Jan Arnošt usedl na knížecí stolec Salcburského biskupského knížectví, čímž se uvolnil úřad biskupa hradecko-sekavského a na jeho místo nastoupil Rudolf Josef.
Poté, co jeho předchůdce bratr Jan Arnošt opustil město, rozbil se starý zvon na velké věži. Rudolf Josef nechal ulít nový zvon velikosti zvonu „Alžběty“ na Zámeckém kopci ve Štýrském Hradci, o hmotnosti 96 centů, který byl zavěšen, jakmile se Rudolf Josef stal biskupem. O této události také referuje nápis na zvonu: Cum toties Thun, Thun, populus, campana Deusque | inclamat, facto Praesule fracta silet. | Ut rursus resonet, facit archiepiscopus ipse | sic agit indistans clamor, ut egit amor. Po zboření velké věže byl zvon umístěn v Sekavě.
Za vlády biskupa Rudolfa Josefa bylo roku 1701 rozhodnuto o exempci kanovníků v Sekavě.
Biskup Rudolf Josef z Thun-Hohensteinu zemřel 20. května 1702 ve Štýrském Hradci. Jako jeho nástupce je ve všech dokumentech uváděn František Antonín z Wagensbergu, pouze historik Karl Hopf ve svém „Historisch-genealogischen Atlas od Christi Geburt bis auf unsere Zeit. I. Abtheilung. Deutschland“ (Gotha, 1858, Perthes, kl. Fol.) s. 368 mezi ''Thunem'' a ''Wagensbergem'' v letech 1698-1702 uvádí jako biskupa sekavského jistého Martina II. Pregkowitze a teprve poté hraběte Wagensberga.